# 1337 Gerarda
Az 1337 Gerarda (ideiglenes jelöléssel 1934 RA1) a Naprendszer kisbolygóövében található aszteroida. Hendrik van Gent fedezte fel 1934. szeptember 9-én, Johannesburgban.